# Triogma exsculpta
Triogma exsculpta är en tvåvingeart som beskrevs av Osten Sacken 1865. Triogma exsculpta ingår i släktet Triogma och familjen mellanharkrankar. Inga underarter finns listade i Catalogue of Life.